# Nová budova Slovenského národního divadla
Nová budova SND je sídlo Slovenského národního divadla.
V budově pod jednou střechou hrají všechny tři soubory ve třech divadelních prostorech – v sále Opery a Baletu, sále Činohry a v experimentálním studiu. Tyto tři divadelní prostory poskytují dohromady zhruba 1700 míst pro diváky. Kromě nové budovy SND používá nadále historickou budovu, kde střídavě účinkují Opera, Balet ale i Činohra.
Autory architektonického návrhu nové budovy jsou architekti Peter Bauer, Martin Kusý a Pavol Paňák.

## Historie a lokalita
Cesta od vyhodnocení anonymní soutěže na novostavbu Slovenského národního divadla až po její slavnostní otevření 14. dubna 2007 trvala 27 let. Divadlo se nachází v zóně Pribinova (Bratislava) v těsné blízkosti centra a návaznosti na Dunaj. V současné době existují tendence přeměnit toto území, které zahrnuje i zimní přístav, na novou centrální městskou zónu Bratislavy. Z tohoto hlediska je zajímavé, jak vhodně byl komplex umístěn.
Chronologie:
- 1959 – první impuls k výstavbě SND
- 1960 – UV KSS schválil návrh na výstavbu nového SND
- 1961 – vyhledávací soutěž na umístění komplexu
- 1967 – veřejná anonymní soutěž na architektonické a urbanistické řešení zóny
- 1979 – zařazení výstavby SND do pětiletého plánu ČSSR
- 1979 – veřejná anonymní soutěž na architektonické řešení budovy
- 1980 – vyhodnocení soutěže, vítězný návrh – Peter Bauer, Martin Kusý, Pavol Paňák
- 1980 – určení data zahájení výstavby – duben 1984
- 1986 – duben – začátek výstavby
- 2004 – memorandum o porozumění mezi vládou a soukromou společností s cílem dostavby a provozu budovy SND
- 2005 – zrušení memoranda
- 2007 – 14. duben – otevření nové budovy SND

## Hmotově-prostorové řešení
Podle autorů projektu je divadlo "otevřenou náručí pro své návštěvníky". Budova sestává ze dvou objektů (Činohra slovenského národního divadla a Balet spolu s Operou SND), které vytvářejí již zmíněnou půlkruhovou náruč. V průsečíku osy těchto dvou budov vzniklo menší náměstí s akcentující výtvarným prvkem – sochou.
Je to tektonická stavba s podseknutým parterem, střední částí a římsovými částí. Oba objekty také lze rozlišit na základě různé výšky. Důležitým prvkem při hmotové koncepcí byly i prostory provaziště, které vystupují nejvyšší.

## Dispozice
Základní dělení prostor je následující: společenské prostory, činohra a balet.
Prostory opery a baletu mají 7 obslužných podlaží a 12-podlažní jevištní komín. Sály jsou natočeny pod úhlem 45 ˚ a jsou obklopeny množstvím přidružených místností s obíhající chodbou. Operní a baletní sál mají kapacitu 901 míst. Činohra mě 635 míst k sezení. Studio umístěné uprostřed dispozice má 192 míst. Dále se zde nacházejí další místnosti a zkušebny potřebné pro fungování divadla. Pod společenské prostory patří vstupní prostory, vestibul, foyer, venkovní vstupní prostory vpředu, vzadu a po bocích. V objektu se také nacházejí další prostory jako restaurace, klubovna, espresso, jídelna zaměstnanců, zdravotní středisko, atd. Celkový obestavěný prostor je 26 2827 m³. Celková zastavěná plocha je 46 776 m². Podzemní parkoviště má kapacitu 116 stání, venkovní parkoviště mě 211 stání pro osobní vozidla a 8 pro autobusy.

## Interiér
Spoluautory interiéru jsou Eduard Šutek a Alexandra Kusá. Řešení interiérů činohry a baletu je velmi podobné, i když jsou zde použity různé materiály. Činohra je vybavena sedadly v odstínu růžové a stěny jsou obloženy červeným indickým pískovcem. Opera má sedadla červené barvy, na bočních stěnách se nachází světlý travertin a strop se skládá z obloukových prvků. Divadelní prostor studia je vybaven modrými sedadly a ostatní povrchy jsou černé barvy. Prostory předsálí jsou prostřednictvím prosklené fasády propojené s exteriérem a tím pádem se již tak poměrně velké prostory opticky zvětšují. Ústřední komunikace nacházející se mezi dvěma hmotami divadla je prosvětlená přes půlkruhový podélný světlík.

## Exteriér
Budovu jako celek lze považovat za nadčasovou. Její návrh je řešen v postmoderním stylu. Fasády mají tektonický ráz (tektonika) s použitím horizontálního členění okenních výplní. Podle autorů má budova navozovat industriální dojem – divadlo jako "fabrika na umění". Předpolí divadla tvoří: vstupní plató, přístupové komunikace, plochy se sadové úpravy a osvětlením. Akcentujícími prvky jsou: kašna s plastikou od Alexandra Biľkoviča u hlavního vchodu se strany náměstí.

## Konstrukční řešení
Konstrukční systém je kombinovaný – nosné stěny a sloupy. Střešní roviny se nacházejí v různých výškových úrovních. Jsou použity ploché i šikmé střechy. Vzhledem k velkému rozpětí některých prostor bylo nutné použití stropních konstrukcí sestávajících z železobetonu a ocelových příhradových nosníků. Fasáda je obložena bílým tatranským travertinem a nachází se na ní množství skla, zejména ve formě zasklené stěny ze strany náměstí.